# تنگستن تری‌اکسید
تری‌اکسیدتنگستن  (به انگلیسی: Tungsten trioxide) با فرمول شیمیایی WO۳ یک ترکیب شیمیایی است. که جرم مولی آن ۲۳۱٫۸۴ g/mol می‌باشد. شکل ظاهری این ترکیب، بلورهای زرد است.